# Руденко, Анатолий Данилович
Анатолий Данилович Руденко (1925 — 1990)  —  советский  государственный и партийный  деятель, педагог. Первый секретарь Обнинского ГК КПСС (1960—1962). Директор ОФ МИФИ (1965—1970). Первый директор ЦИПК МСМ СССР (1967—1971).

## Биография
Родился в 1925 году.
В 1950 году окончил ядерное отделение физико-математического факультета Харьковского государственного университета имени А. М. Горького, по специальности электро-физик.
С 1951 года работал в системе МСМ СССР — направлен в Лабораторию «В» (с 1960 года — Физико-энергетический институт) будущего Обнинска, старшим лаборантом и младшим научным сотрудником. Работал вместе с В. Н. Глазановым по исследованиям в области электростатического разделения минералов. А. Д. Руденко совместно с В. Н. Глазановым была разработана новая оригинальная конструкция электрического сепаратора — турбобарабанный электросепаратор. Эта конструкция сепаратора имела ряд преимуществ по отношению к другим сепараторам. Одно из многочисленных достоинств этого электросепаратора заключалась в том, что этот аппарат эффективнее других решал вопрос разделения мелких, но разноимённо заряженных частиц смеси диэлектриков.
C 1960 года на комсомольской и партийной работе — 1-й секретарь Обнинского ГК ВЛКСМ и член ГК КПСС. С 1960 по 1962 год 1-й секретарь Обнинского горкома КПСС. С 1962 года работал в аппарате Калужского обкома КПСС.
С 1965 года на руководящей педагогической работе — с 1965 по 1970 год директор Обнинского филиала МИФИ. Будучи директором филиала взял на себя ответственность за то, что филиал в течение двух лет работал вопреки приказу о его закрытии. С 1967 года одновременно руководя ОФ МИФИ назначен первым директором ЦИПК МСМ СССР, руководил которым до 1971 года.

## Награды
- Орден Трудового Красного Знамени (1962)